# 안드레이 바비시
안드레이 바비시(체코어: Andrej Babiš, 체코어 발음: [ˈandrɛj ˈbabɪʃ], 1954년 10월 2일~)는 체코의 정치인이다. 중도주의 정당인 ANO 2011(체코어: Akce nespokojených občanů)의 대표로, 2013년부터 체코 하원 의원이 되었다. 그는 대형 재벌 출신의 억만장자로, 흔히 '프라하의 도널드 트럼프라고 불린다. 바비시는 공산권 붕괴 이후 급속히 재산을 불려 횡령 및 탈세 의혹을 받고 있으며, 이에 관해 조사를 받던 그의 아들을 크림반도로 납치한 사건이 밝혀져 논란이 되었다. 이로 인해 탄핵 위기까지 몰렸으나, 공동정부를 구성하던 보헤미아 모라바 공산당의 반대로 탄핵은 무산되었다.

## 역대 선거 결과
| 선거명      | 직책명        | 대수 | 정당     | 1차 득표율 | 1차 득표수  | 2차 득표율 | 2차 득표수  | 결과 | 당락 |
| ----------- | ------------- | ---- | -------- | ---------- | ----------- | ---------- | ----------- | ---- | ---- |
| 2023년 선거 | 체코의 대통령 | 4대  | ANO 2011 | 34.99%     | 1,952,213표 | 41.68%     | 2,400,271표 | 2위  | 낙선 |

## 참고 자료
- (체코어) 공식 블로그
- Ministry of Finance of the Czech Republic website[깨진 링크(과거 내용 찾기)]
- (체코어) Ministry of Finance of the Czech Republic website[깨진 링크(과거 내용 찾기)]
- Curriculum Vitae on Government website
- (체코어) Curriculum Vitae on ANO 2011 website
- (독일어) https://www.zdf.de/dokumentation/zdfzoom/zdfzoom-366.html - Wie EU-Gelder in Osteuropa versickern. A document made by  Britta Hilpert und Eva Schiller for ZDF.de, how Andrej Babis, [./https://en.wikipedia.org/wiki/Viktor_Orb%C3%A1n Viktor Orbán] und [./https://en.wikipedia.org/wiki/Liviu_Dragnea Liviu Dragnea] fraud European Union funds for themselves.